# Elsi Giauque
Elsi Giauque-Kleinpeter, née le 15 novembre 1900 à Wald (Zurich) et morte le 11 décembre 1989 à Ligerz, résidant à Prêles, est une artiste textile suisse également enseignante à l'École des arts appliqués de Zurich.

## Biographie
De 1918 à 1922, Elsi Giauque suit les cours de Sophie Taeuber-Arp et Otto Morach à l'École des arts appliqués Zurich. Sous les commandes d'Alfred Altherr (1875–1945), alors directeur de l'école, elle commence à travailler dans le théâtre de marionnettes. C'est sur les bancs de l'école qu'elle rencontre son futur mari Fernand Giauque.
Par la suite Elsi Giauque poursuit sa formation textile aux côtés de son cousin, le tisserand Heinrich Otto-Hürlimann (1900-1964).
À partir de 1925, Elsi Giauque s'installe avec son mari à Ligerz à la Festi, une grande villa meublée selon les principes du Bauhaus. Dans sa maison elle accueille et forme de nombreux artistes en résidence dont l'artiste textile neuchâtelois Jeanne-Odette qui y passe quelques mois en été 1953. Friedrich Dürrenmatt y vécut également de 1950 à 1952. En 1931, Elsi Giauque reçoit même Paul Klee : une rencontre qui donnera naissance au tapis Hommage à Paul Klee. 
En 1928, elle y fonde son propre théâtre de marionnettes et le dirige jusqu'en 1943. La représentation de L'Histoire du soldat assure la renommée du théâtre.
En 1943, Elsi Giauque est appelé à enseigner à l'École des arts et métier de Zurich. Elle y enseignera jusqu'en 1965 avant de retourner à la Festi. Accompagnée de son ancienne élève et assistante Käthi Wenger (1922–2017), Elsi Giauque continue de travailler jusqu'à sa mort.
Durant toute sa carrière, Elsi Giauque crée des tapis, des tapisseries, des couvertures et des tissus. Ses œuvres favorisent des compositions abstraites et montrent un intérêt prononcé pour la manipulation des textures. Au fil des ans, son travail prend un tournant de plus en plus expérimental cherchant à insuffler à ses créations toujours plus de transparence et de légèreté.
Son travail évolue vers la création d'œuvres en trois dimensions et transforme ainsi la tapisserie murale en sculpture textile remettant en question le concept de la tapisserie dans son acceptation traditionnelle.
Elle participe à diverses expositions nationales et est fréquemment représentée aux Biennales internationales de la Tapisserie de Lausanne à partir de 1965. En 1938, 1939 et 1940, elle reçoit le prix fédéral du design.